# GAU-19加特林重機槍
GAU-19/A（又称GECAL 50）是一款由美国武器製造商通用电气所研發、目前由通用动力所生產的電力（外力）驅動式三管重型加特林式机枪，發射12.7×99毫米北約口徑（.50 BMG）制式步枪子彈。該武器被美国武装部队命名為GAU-19/A。
由於其重量和大小的關係，它並非一種款可以輕易地在任何場地中隨身攜帶的武器系統，因此往往是安裝在直升機、地面戰鬥车辆和水上船艦以上。

## 歷史
GECAL 50最早期是由通用电气公司生產，然後交由洛克希德·马丁公司生產，現在就交由通用动力公司生產。早期的原型裝有6枝槍管，但現在的版本標準是3枝槍管，這是為了減輕全槍的重量。
最初的GAU-19/A被設計為M134“迷你砲”的大型化、增強火力型的版本。由於通用電氣在格林纳达的分公司損失的九架直升機的訂單，因此它們開始設計此武器的原型，有6枝槍管和3枝槍管兩種版本的結構。不久以後，此武器被推薦成為V22“魚鷹式”可傾斜旋翼機的潛在武裝之一，使武器的彈鼓設在機艙地板下面，可以在飛行期間重新裝填。然而，安裝此武器的計劃在後來就不了了之。
直到1999年，美國向哥伦比亚出售28台GAU-19/A。而阿曼採用GAU-19/A是眾所周知的，他們將此武器安裝在他們的悍馬（HMMWV）上使用，其用途是對地面掃射，而射速仍然保持在1,000—2,000發／分鐘。2005年，GAU-19/A被批准安裝在OH-58“奇奧瓦”上。它也曾可能會在現在已經被取消的美国陆军ARH-70武裝偵察直升機上使用。墨西哥海軍將GAU-19/A系統安裝在MDH MD-902系列直升機上，並且在緝毒行動中使用。
從2006年（平成18年），日本海上保安廳之中編號PC108以後加賀雪型小型巡視船都會裝上GAU-19/A加特林機槍，並以RFS（英語：Remote Firing System，一種海岸警衛隊使用的火控系統）的遠程控制功能進行目標追踪及射擊。編號PC107以前的加賀雪型小型巡視船上裝上的只是白朗寧M2，射速只有GAU-19/A機槍一半和需要人手操作，以進行火力強大和精確的射擊。現在無論遠程控制功能進行目標追踪及射擊都只須要從RFS操控，而無須直接人手操作。另外，有些RFS曾經搭配M61火神式機砲，並於奄美大島海戰之中，即使在3米高的海浪的惡劣天氣條件以下，仍然展示出優秀的精確度。為了對付將來的可疑船隻，海上保安廳目前正在取代舊式的人手操作型機槍。
2012年1月，美國陸軍訂購了24挺直升機使用版本的GAU-19/B。全部在2月交付。

## 技術規格

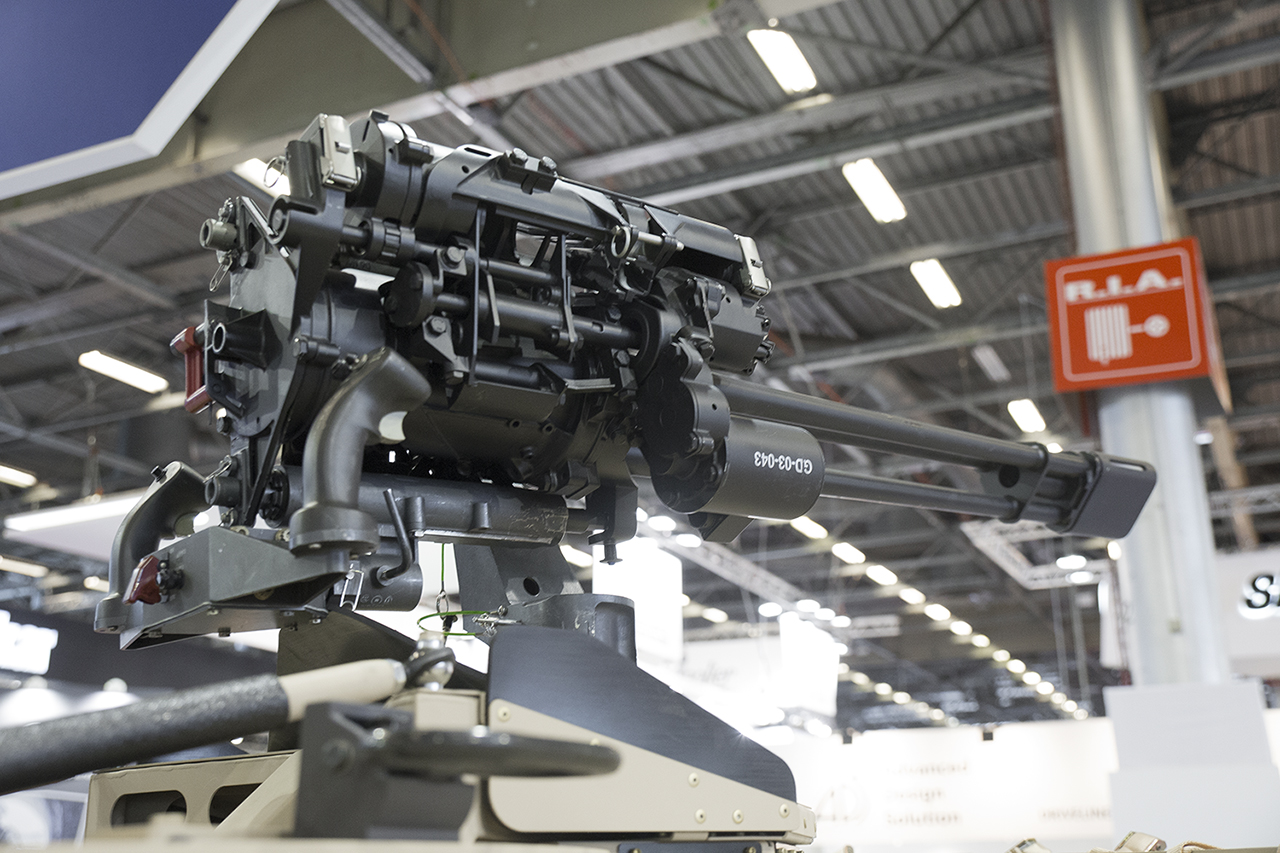
架設以後的GAU-19/B，攝於巴黎2016年欧洲国际防务展

設計上，GAU-19/A可以使用無彈鏈供彈的彈鼓供彈，亦可以安裝脱鏈供彈機以後使用標準的M9可散式彈鏈供彈。射速是可選擇的，可以是每分鐘1,000—2,000發。利用零件安裝於悍馬的GAU-19/A的射速是每分鐘1,300發，但需要利用外力（車載電池）射擊。射擊時的平均後坐力為500磅（226.8公斤）。
2012年1月，通用動力公司宣布，他們將推出新型版本，並命名為GAU-19/B。據稱它在能夠安裝在較為輕便的發射平台以下使用，並提供等級相同的火力，重量亦減至48.08公斤（106磅）。
與同樣發射12.7×99毫米（.50 BMG）北約口徑制式步枪子彈的白朗寧M2相比，空槍重量不是增加很多，但火力和射速都更強、後座力更小，並且可以發射反裝甲脫殼穿甲彈（APDS）。

## 使用國
- 哥伦比亚
  - 緝毒部隊
- 日本
  - 海上保安廳：安裝於加賀雪型小型巡視船上（編號PC108以後）
- 墨西哥
  - 墨西哥武裝部隊
- 阿曼
  - 阿曼蘇丹軍隊（英语：Military of Oman）（安裝於悍馬上）
- 美国
  - 美国武装部队

## 流行文化
GAU-19登場於多部电影、电子游戏和動画裡，例如：

### 電影
- 2009年—《阿凡达》：修改型，發射.50口徑鈾製針式子彈，槍管不旋轉但會同時全自動射擊，命名為MBS-9M“九頭蛇”，安裝在SA-2薩姆森（Samson）可垂直起降飛行機上（作為艙門機槍）和戰神號（Valkyrie）運輸機上（轰炸机型態）並且由資源開發總署（RDA）士兵以及前保安部隊美國海軍陸戰隊戰鬥機飛行員楚迪·查肯（Trudy Chacón，米歇爾·羅德里格茲飾演）所使用。

### 电子游戏
- 2006年—《俠盜獵車手：罪惡城市傳奇》：型號為GAU-19/A，被修改為手攜型，可裝填500發子彈。
- 2009年—：型號為GAU-19/A，於第三章出現時架設在艦艇以上，其後再出現時有兩挺架設在里卡德·亞文（Ricardo Irving）的船上作為固定武器並且可由主角克里斯·雷德費爾（Chris Redfield）所使用（需擊倒控制它們的馬吉尼），無限子彈，但會過熱。
- 2009年—：型號為GAU-19，架設在Mi-24「雌鹿」攻击直升机上。
- 2011年—：型號為GAU-19/A，為遊戲中的標準重型裝載武器，架設在朝鮮人民軍和美軍的悍馬輕型卡車（一挺）以及反抗軍和美軍的AH-700偵察直升機（兩挺）以上。
- 2012年—：型號為GAU-19/A，被修改為近未來風格手攜型，命名為「死亡機器」（Death Machine），取代前作的原死亡機器（在本作中僅命名為「迷你砲」）並且以未來型號的形象登場，同時兼作該作中的步哨防禦槍。載彈量為999發（戰役模式）、200發（聯機模式）和150發（殭屍模式），開始時無初始攜彈量，最高攜彈量為0發（戰役模式）、200發（聯機模式）和300發（殭屍模式）。戰役模式時於「審判日」（Judgement Day）戰役完成5項挑戰以後解鎖，被歸類為特別武器，無重新裝填；聯機模式時需要取得850點數以後解鎖，被歸類為積分技能武器，沒有任何可以使用的改裝；殭屍模式時以950點打開神秘箱取得，亦有一款衍生型稱作「絞肉機」（Meat Grinder），載彈量為550發，最高攜彈量提升至550發。
- 2013年—《影武者》：型號為GAU-19/A，架設在三腳架以上、附有透明防彈護盾並可用於對付飛行惡魔。
- 2014年—：在戰役模式与聯機模式中出現，型號為GAU-19/A：
  - 戰役模式中安装于A.S.T.装甲上，命名为“链锯机枪”，由私人軍事服務公司「阿特拉斯」（Atlas）的A.S.T.装甲兵以及在“锒铛入狱”与“终结”关卡中由进入了A.S.T.装甲的主角杰克·米契尔以及吉迪恩所使用。
  - 联机模式中被修改為未來風格的外骨骼裝甲雙持型，命名為「XMG」，以150發（聯機模式可使用改裝：延長彈匣增至225發）彈鼓供彈，初始攜彈量為100發，最高攜彈量為300發，預設為雙持；另外具有特殊的“鎖定”模式以延長槍管，可增加射速和火力，代價是玩家角色不能移動。聯機模式時於等級14解鎖，並可以使用雷射瞄準器、追蹤器、抛物线麦克风、延長彈匣、射速增加。
- 2018年—《叛乱：沙漠风暴》：被架設在速射机枪支援的UH-60黑鹰直升机以上用以提供空中火力支援。

### 動漫
- 1987年—：型號為GAU-19/A，安裝在飛行平台上。
- 1988年—：型號為GAU-19/A，安裝在奧林巴斯空警的巡邏直升機上並且由奧林巴斯空警所使用。
- 2004年—《攻壳机动队 S.A.C. 2nd GIG》：第20話「北端的混迷」（北端の混迷／FABRICATE FOG），安裝在陸上自衛隊戰鬥服（GAU-19/A）和HAW-206 18式坦克上的爪內（短管型）並且由陸上自衛隊所使用。
- 2006年—《FLAG》：型號為GAU-19/A，安裝在HAVWC機器人的機鼻下並且由特殊部隊SDC所使用。
- 2007年—《鬼面騎士》：型號為GAU-19/A，由美國加羅士兵所使用。

## 資料來源

## 外部連結
- （英文）—Modern Firearms—
  - The old new Gatling: M134 Minigun, M61 Vulcan, GAU-8/A Avenger and others
  - GECAL 50 / GAU-19/A and GAU-19/B heavy machine gun（页面存档备份，存于）
- （英文）—GAU-19/A的頁面、GAU-19/B和GAU-19/A1在通用動力公司武器與技術產品網站的頁面
- （英文）—GAU-19 Gatling Gun Video
- （英文）—List of Military Gatling & Revolver cannons（页面存档备份，存于）
- （英文）—Army Guide—GAU-19/A, Weapon station（页面存档备份，存于）
- （英文）—Information at Navy weapons—USA 0.50"/70 (12.7 mm) GAU-19/A（页面存档备份，存于）
- （英文）—GAU-19/A .50 Gatling Guns（页面存档备份，存于）
- （英文）—The Firearm Blog—.50 Cal Gatling Gun GAU-19/B（页面存档备份，存于）
- （简体中文）—槍炮世界—GECAL 50 GAU-19/A机枪（页面存档备份，存于）
- （繁體中文）—人民網—美軍訂購直升機載GAU-19/B加特林機槍（页面存档备份，存于）